# Les Filles du maître de chai
Pour plus de détails, voir Fiche technique et Distribution.
Les Filles du maître de chai est un téléfilm réalisé par François Luciani en trois épisodes (90 min), diffusé en 1997.

## Synopsis
En 1929, au château Saint-Espérit (siège d'un grand cru du Bordelais), on fête la gerbaude (ou fête de fin des vendanges). Jean Burton, le fils des chatelains, et Maddy, la fille du maître de chai, s'aiment en secret depuis plus de six ans. Mais leur union semble impossible. Jean décide qu'il fera, cette nuit, un enfant à Maddy. Mais Juliette, la sœur de Maddy, est aussi amoureuse de Jean. Elle surprend leur conversation et va retrouver Jean à la place de Maddy (partie aider les autres à éteindre un incendie). Elle se retrouve avec lui dans une grange et ils font l'amour. Se sentant méprisé par la supercherie de Juliette, Jean s'exile à Bordeaux où il s'initie au commerce de vin. Peu après Juliette découvre qu'elle est enceinte...

### Autre remarque
Maddy a un rêve et un but : devenir maître de chai à la place de son père. Jean se perfectionne dans tous les métiers du vin (il part en Australie, à Londres). Juliette se lance dans la haute couture.

## Fiche technique
genre : drame

## Distribution
- Sophie de La Rochefoucauld : Maddy, fille de Léon
- Frédéric Deban : Jean Burton
- Olivia Bonamy : Juliette, fille de Léon
- Hélène Vincent : Lucile Burton
- Henri Marteau : Léon, le maître de chai
- Geneviève Mnich : Marie, femme de Léon
- Jacques Spiesser : Vincent
- Romain Legrand : Julien à 8 ans.
- Vincent Rubod : Julien à 15 ans.
- Françoise Bertin : Alice, la grand-mère de Jean
- Alain Doutey : Hubert Monthey
- Vania Vilers : Lawrence Burton
- Florence Darel : Anna Burton, la femme américaine de Jean Burton
- Julien Cafaro : Georges
- Virgile Bayle : François
- Michael Greiling : Henrich Von Altenberg
- Christian Loustau : Lacombe
- Florence Viala : Lyne de Massac